# Euphorbia atrococca
Euphorbia atrococca är en törelväxtart som beskrevs av Amos Arthur Heller. Euphorbia atrococca ingår i släktet törlar, och familjen törelväxter. IUCN kategoriserar arten globalt som sårbar. Inga underarter finns listade i Catalogue of Life.